# République italienne (1802-1805)
Pour les articles homonymes, voir République italienne (homonymie).
1802–1805
Entités précédentes :
- République sœur de la République française : 
-  République cisalpine (Milan)

Entités suivantes :
- Empire français :
-  Royaume d'Italie  (Napoléon Ier)

La République italienne (en italien : Repubblica Italiana) est un État satellite de la Première République française établi en Italie du Nord entre 1802 et 1805. Sa capitale est Milan. Elle est créée le 26 janvier 1802 par les députés de la République cisalpine qui, réunis extraordinairement à la consulte de Lyon, proclament la transformation de celle-ci en République italienne, avec pour président Napoléon Bonaparte, Premier consul de la République française.
Après la proclamation (28 floréal an XII : 18 mai 1804) et le sacre de Napoléon Ier comme empereur des Français (2 décembre 1804) et son couronnement comme roi d'Italie (qui a eu lieu le 26 mai 1805 dans la cathédrale de Milan), la République italienne cesse d'exister et évolue en royaume d'Italie (1805 – 1814).

## La République

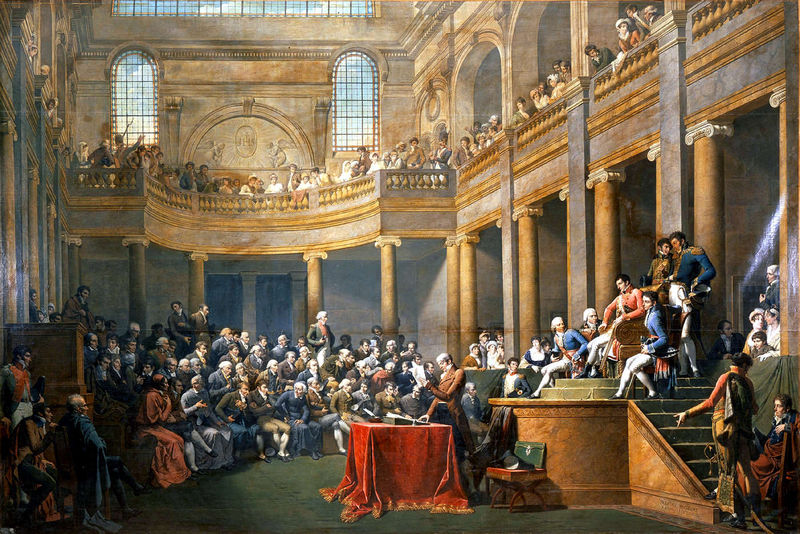
26 janvier 1802 : la Consulte de la République cisalpine réunie en comices à Lyon pour décerner la présidence au Premier consul, par Nicolas-André Monsiau, 1806-08.

La République italienne succède à la République cisalpine, qui a modifié sa constitution pour permettre à Napoléon Bonaparte de devenir son président. La nouvelle constitution change le nom de l'État en « République italienne », il s'agit des mêmes régions qui ont constitué la République cisalpine, principalement de Lombardie et la Romagne.
La République a un territoire de plus de 42 500 km², et une population de 3 240 000 habitants répartis en 12 départements. Milan en est la capitale et le principal centre, avec 124 000 habitants en 1764. Le pays est prospère, malgré les pillages qu'il subit dans les siècles précédents. Son économie repose sur la culture des céréales et l'élevage. On note aussi l'essor des industries légères, notamment la production de la soie.
Le drapeau de la République italienne maintient les trois couleurs nationales italo-milanaises, mais avec une nouvelle disposition, moins révolutionnaire que le Tricolore. Le blason est précisé dans un décret du 13 mai 1802. Un traité d'alliance et de commerce avec la république de Saint-Marin est signé le 10 juin 1802, et le concordat avec le Saint-Siège le 16 septembre 1803.
Le gouvernement crée une Garde nationale, une gendarmerie nationale, et d'une police financière, le système métrique est introduit et une monnaie nationale est prévue, mais n'est jamais frappée au cours de la période républicaine.
En 1805, à la suite du sacre de Napoléon Ier comme empereur des Français, la République italienne est transformée en royaume d'Italie (1805-1814), avec Napoléon comme roi et son beau-fils Eugène de Beauharnais comme vice-roi.

## Forme institutionnelle
Selon la Constitution italienne de 1802, la souveraineté réside dans trois collèges électoraux de deux à trois cents membres : le collège des propriétaires, le collège des chercheurs, et le collège des commerçants, le premier ayant son siège à Milan, le deuxième à Bologne, et le troisième à Brescia. Tous les collèges élisent une commission de gouvernement et de contrôle suprême, appelée la Censure, composée de vingt-et-un membres et basée à Crémone.

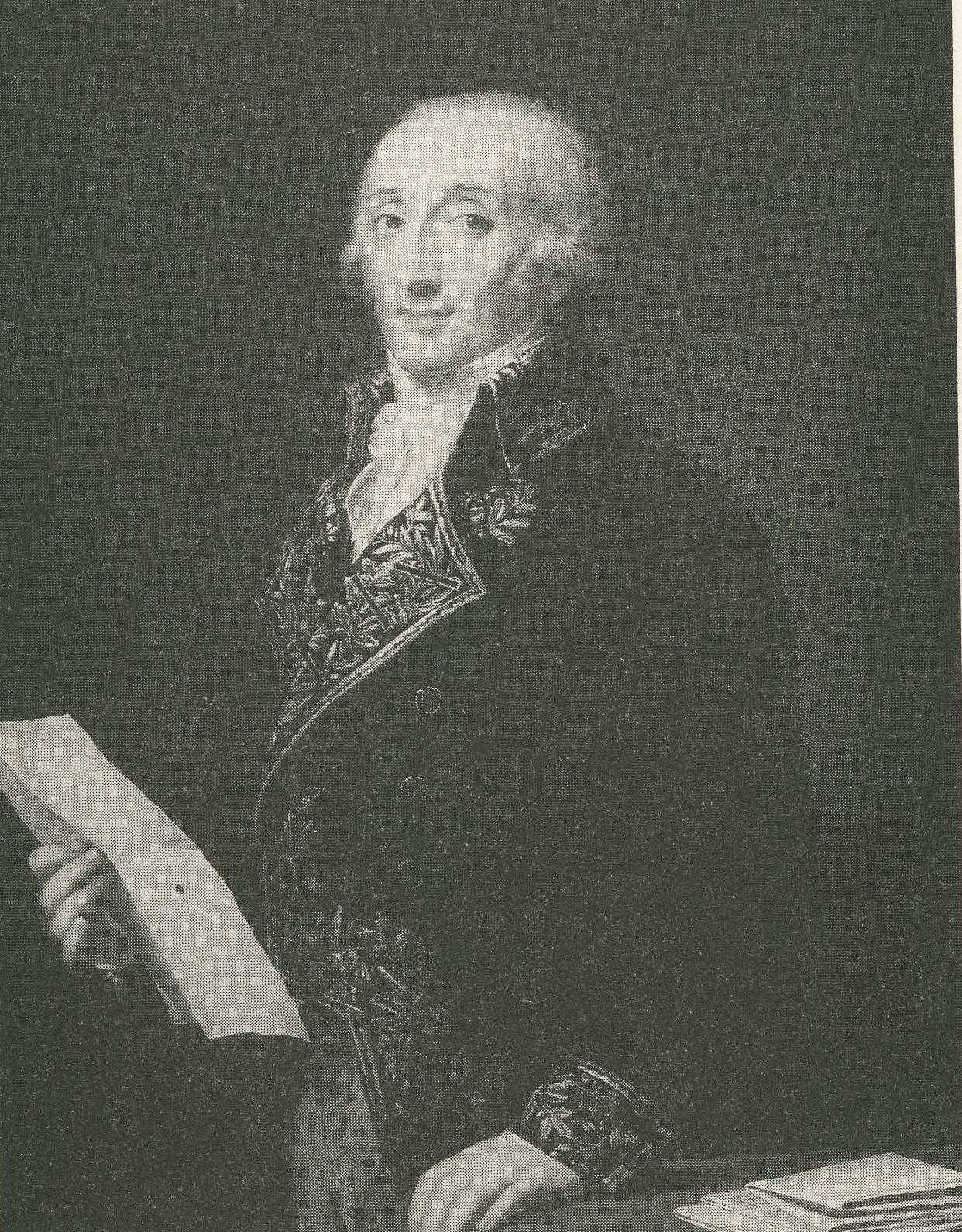
Le vice-président de l'Italie, le citoyen Francesco Melzi d'Eril.

Le chef de l’État est le président de la République, Napoléon Bonaparte, élu pour 10 ans.
Le président a les pleins pouvoirs exécutifs, nomme le vice-président et le secrétaire d'État, prend l'initiative législative et diplomatique, choisi les ministres, les agents publics, les ambassadeurs et chefs de l'armée, convoque les conseils exécutifs, et prépare le budget. Le vice-président, Francesco Melzi d'Eril, agit pour le président pendant son absence. Il gère les affaires intérieures de l'État au cours des trois années de vie de la République. S'étant toujours refusé à se soumettre à Napoléon, Melzi est déchu après la proclamation de la monarchie, époque où on lui préfère des hommes plus contrôlables, mais son caractère lui assure le profond respect de Napoléon durant toutes les années de l'Empire français. Melzi a également introduit la conscription obligatoire en Italie.
La Consulta est une commission de huit membres dirigé par le président de la République et chargé de la politique étrangère. Les commissaires ont été nommés par la Censure, sur désignation par les trois collèges : de nombreux anciens membres du Directoire cisalpin sont dans le bureau. La Consulta ratifie les traités, approuve les décrets spéciaux concernant la sécurité d'État, et en cas de décès ou de démission du président, nomme son successeur. Le ministre des Affaires étrangères est choisi parmi les commissaires.
Le Conseil législatif est une commission d'au moins dix membres nommés par le président pour trois ans. Sa mission était de permettre au président de soumettre la législation, l'aider dans l'élaboration de lois et d'être présent quand elles sont discutés au parlement.
Le secrétaire d'État est le chef de l'administration publique. Il promulgue les lois, garde le sceau de l'État, et contresigne les actes présidentiels. Le premier secrétaire fut Diego Guicciardi, bientôt suivie par Pellegrino Nobili et, enfin, par Luigi Vaccari.

### Gouvernement
- Napoléon Bonaparte, président de la République ;
  - Francesco Melzi d'Eril, vice-président.

Le gouvernement était composé de sept ministres.
Ministres
- Ministre des Relations extérieures
  - 1802-1804 : Sisto Canzoli, titulaire du portefeuille ;
  - 1804 : Carlo Testi ;
  - 1804-1814 : Ferdinando Marescalchi.
- Secrétaire d'État :
  - 1802 : Diego Guicciardi ;
  - 1802 : Pellegrino Nobili ;
  - 1802-1809 : Luigi Vaccari.
- Ministre de l'Intérieur :
  - 1802-1803 : Luigi Villa[2] ;
  - 1804-1806 : Daniele Felici.
- Ministre de la Justice :
  - 1801-1805 : Giovanni Bonaventura Spannocchi.
- Ministre des Affaires ecclésiastiques :
  - 1802-1812 : Giovanni Bovara ;
- Ministre de la Guerre et de la Marine (it) :
  - 1801-1804 : Alessandro Trivulzio ;
  - 1804-1806 : Domenico Pino ;
- Ministre des Finances :
  - 1802-1814 : Giuseppe Prina.
    - Directeur général des Postes :
      - 1802 : Guarnieri ;
      - 1804 : Pietro Francesco Minonzi.
- Ministre du Trésor public :
  - 1802-1811 : Antonio Veneri.

### Parlement
Le Parlement de la République est un organe législatif avec des pouvoirs limités. Il était composé de 75 membres élus dans chaque département par les trois collèges. Il était convoqué par le président de la République et ne pouvait qu'approuver ou rejeter une loi, la discussion étant réservée à un comité plus restreint de quinze orateurs. La première nomination eut lieu lors de la consulte de Lyon, un tiers du Parlement devait être renouvelée tous les deux ans.

### Magistrature
Les tribunaux furent divisés en tribunaux de première instance, en tribunaux d'appel, tribunaux de révision, et Cour de cassation. Les juges des deux premiers furent nommés par la Consulta, les deux derniers par les trois collèges.

## Administration locale
D'après le système français, l'État est divisé en 12 départements.
Le chef du département est le préfet, un office créé le 6 mai 1802. Le préfet est le représentant de l'État dans chaque département, il a deux fonctions principales : la première est de mettre en œuvre les décisions administratives du gouvernement central et de contrôler les autorités locales, la seconde est la conduite de la police. Le corps législatif local est le conseil général, composé de représentants des communes. Le gouvernement nomme l'administration départementale, composée de cinq ou sept membres choisis parmi les candidatures présentées par le conseil général : les administrations ont des pouvoirs sur les taxes et les travaux publics et, en général, représentait les intérêts locaux.
Les départements étaient divisés en districts équivalents aux arrondissements français. Le chef du district était le vice-préfet (ou sous-préfet), qui avait des pouvoirs semblables à ceux du préfet, mais pour une surface plus petite. Cependant, la structure des districts n'étaient pas uniforme sur tout le territoire de la République, et certains des plus grands districts ont été administrés par un conseil de district et un chancelier.
Les districts étaient divisés en communes. Les communes de plus de 3 000 habitants avait un conseil municipal (Consiglio Comunale) de trente ou quarante membres, choisis par le conseil général à partir de candidatures présentées par le conseil municipal. Dans les plus petites communes, tous les citoyens imposables étaient conseillers. Le Conseil élisait une municipalité de trois à neuf membres, aidé dans ses fonctions exécutives par un secrétaire municipal. Tous les offices municipaux étaient organisées par les propriétaires et les commerçants, et leur direction était assurée par les propriétaires. Chaque commune a un receveur des impôts.

### Liste des départements et des districts
La République italienne a maintenu la division en 12 départements de la République cisalpine, établis le 23 floréal an IX :
| Département | Chef-lieu          | Districts |
| ----------- | ------------------ | --- |
| Agogna      | Novare             | District de Novare, District de Vigevano, District de Domodossola, District de Varallo Pombia, District d'Arona |
| Crostolo    | Reggio             | |
| Lario       | Côme               | District de Côme, District de Varèse, District de Sondrio, District de Lecco                                    |
| Mella       | Brescia            | District de Brescia, District de Chiari, District de Verolanuova, District de Salò                              |
| Mincio      | Mantoue            | District de Mantoue, District de Revere, District de Vérone, District de Castiglione                            |
| Olona       | Milan              | District de Milan (en), District de Pavie (en), District de Monza (en), District de Gallarate (en)              |
| Panaro      | Modène             | |
| Bas-Pô      | Ferrare            | |
| Haut-Pô     | Crémone            | District de Crémone, District de Crema, District de Lodi, District de Casalmaggiore                             |
| Reno        | Bologne            | |
| Rubicon     | Césène, puis Forlì | |
| Serio       | Bergame            | District de Bergame, District de Clusone, District de Treviglio, District de Breno                              |